# Aristolochia pistolochia
Aristolochia pistolochia är en piprankeväxtart som beskrevs av Carl von Linné. Aristolochia pistolochia ingår i släktet piprankor, och familjen piprankeväxter. Inga underarter finns listade i Catalogue of Life.
Blomman är blekt brunaktig.